# Liste der Biografien/Petz
Liste der Biografien |
Portal Biografien |
Personensuche
# |
A |
B |
C |
D |
E |
F |
G |
H |
I |
J |
K |
L |
M |
N |
O |
P |
Q |
R |
S |
T |
U |
V |
W |
X |
Y |
Z |
?
 
Pa |
Pc |
Pe |
Pf |
Ph |
Pi |
Pj |
Pk |
Pl |
Pm |
Pn |
Po |
Pr |
Ps |
Pt |
Pu |
Pv |
Pw |
Py
 
Pea |
Peb |
Pec |
Ped |
Pee |
Pef |
Peg |
Peh |
Pei |
Pej |
Pek |
Pel |
Pem |
Pen |
Peo |
Pep |
Peq |
Per |
Pes |
Pet |
Peu |
Pev |
Pew |
Pex |
Pey |
Pez
 
Peta |
Petc |
Pete |
Peth |
Peti |
Petj |
Petk |
Petl |
Petm |
Peto |
Petr |
Pets |
Pett |
Petu |
Petw |
Pety |
Petz
Die Liste der Biografien führt alle Personen auf, die in der deutschsprachigen Wikipedia einen Artikel haben. Dieses ist eine Teilliste mit 150 Einträgen von Personen, deren Namen mit den Buchstaben „Petz“ beginnt.

## Petz
- Petz, Anton von (1819–1885), österreichisch-ungarischer Vizeadmiral
- Petz, Christian (* 1963), österreichischer Koch
- Petz, Christoph von (1901–1976), deutscher Architekt und Baubeamter
- Petz, Emelie (* 2003), deutsche Turnerin
- Petz, Ernst (* 1947), österreichischer Schriftsteller, Herausgeber und Verleger
- Petz, Georg (* 1977), österreichischer Schriftsteller
- Petz, Helmut (* 1957), deutscher Jurist
- Petz, Hermann (* 1961), österreichischer Verlagsleiter
- Petz, Ingo (* 1973), deutscher Schriftsteller, Journalist und Weißrussland-Experte
- Petz, Johann (1818–1880), österreichischer Bildhauer, der in München wirkte
- Petz, Johann Joachim (1768–1826), deutscher Mediziner
- Petz, Manfred (* 1961), deutscher Fußballtorhüter und -trainerManfred Petz (* 1961)

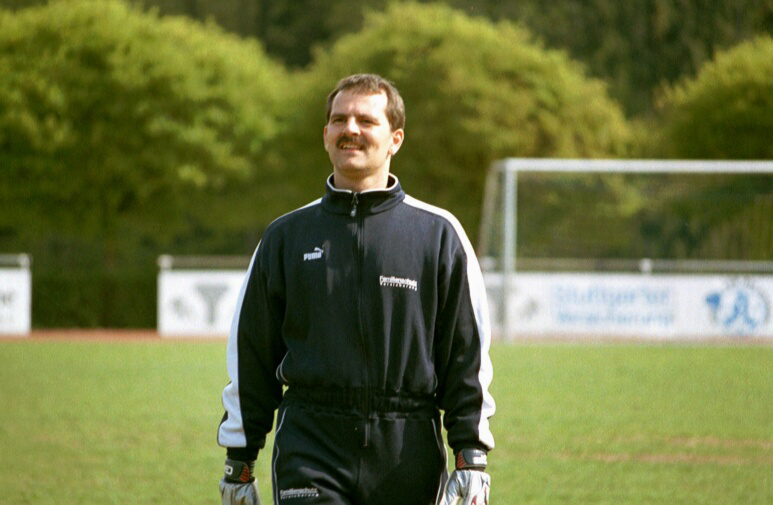
Manfred Petz (* 1961)

- Petz, Michael (* 1948), deutscher Lebensmittelchemiker, Autor und Hochschullehrer
- Petz, Natascha (* 1970), deutsche Schauspielerin, Sängerin und Synchronsprecherin
- Petz, Rudolf Anatol von (1887–1961), österreichischer Journalist und Verleger
- Petz, Ursula von (1939–2022), deutsche Stadtplanerin und Hochschullehrerin

### Petze
- Petzek, Joseph Anton von (1744–1804), österreichischer Rechtsgelehrter und Autor
- Petzel, Eugen von (1853–1915), preußischer Generalleutnant
- Petzel, Jörg (* 1953), deutscher Germanist und Historiker
- Petzel, Malte (1930–1972), deutscher Schauspieler, Regisseur und Hörspielsprecher
- Petzel, Marie (1835–1917), deutsche Lehrerin und Schriftstellerin
- Petzel, Rosa (1831–1912), deutsche Malerin und Schriftstellerin
- Petzel, Walter (1883–1965), deutscher General der Artillerie im Zweiten Weltkrieg
- Petzel, Wilhelm (1814–1882), preußischer Generalmajor
- Petzelberger, Ramona (* 1992), deutsche FußballspielerinRamona Petzelberger (* 1992)

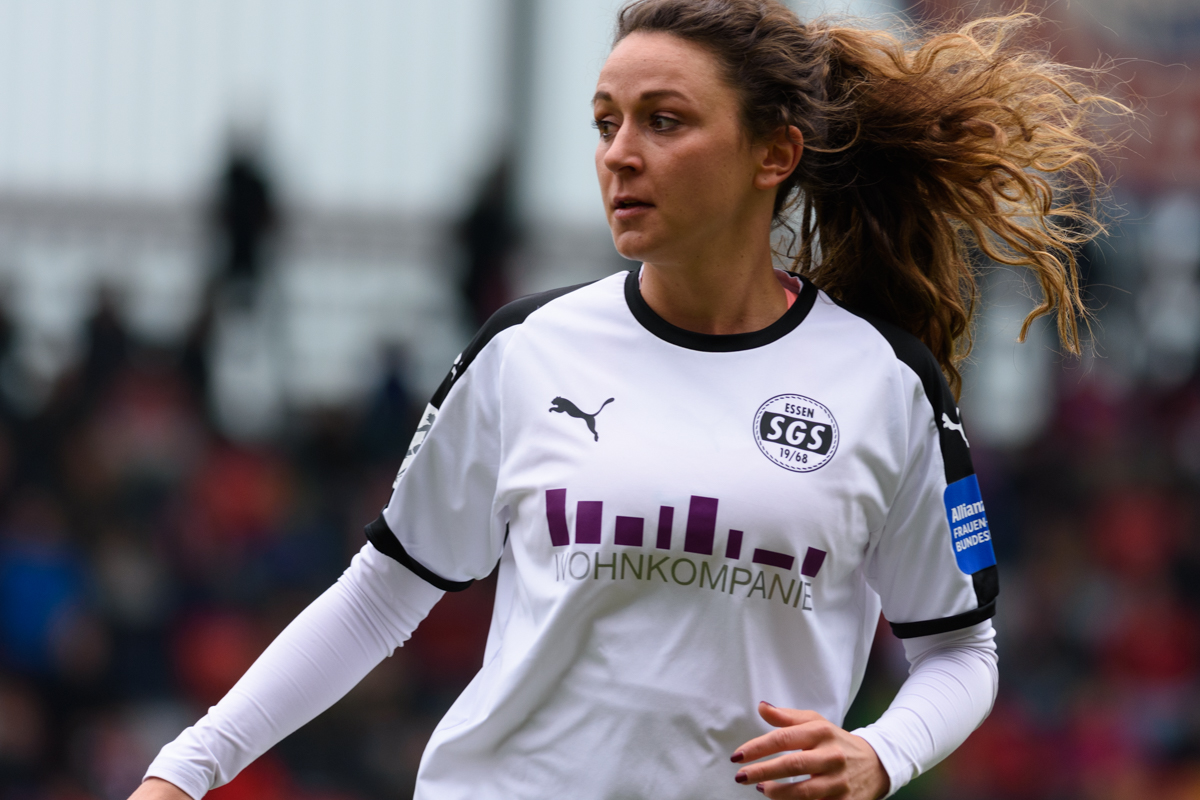
Ramona Petzelberger (* 1992)

- Petzelt, Alfred (1886–1967), deutscher Pädagoge
- Petzendorfer, Emil, deutscher Funktionär (NSDAP)
- Petzenhauser, Eva (* 1988), deutsche Sängerin und Synchronsprecherin
- Petzensteiner, Johannes Zacharias (1487–1554), deutscher Augustinermönch und evangelisch-lutherischer Pfarrer
- Petzer, Anton (1794–1887), österreichischer Jurist und Politiker
- Petzerling-Galle, Heidi (1941–2016), deutsche Gebrauchsgrafikerin, Grafikerin und Malerin
- Petzet, Arnold (1868–1941), deutscher Reedereidirektor, Präses der Handelskammer Bremen
- Petzet, Christian (1832–1905), deutscher Schriftsteller, Journalist
- Petzet, Erich (1870–1928), deutscher Bibliothekar und Literaturwissenschaftler
- Petzet, Hermann (1860–1935), deutscher Maler
- Petzet, Michael (1933–2019), deutscher Kunsthistoriker und Denkmalpfleger
- Petzet, Muck (* 1964), deutscher Architekt und Hochschullehrer
- Petzet, Nana (* 1962), deutsche Konzeptkünstlerin

### Petzh
- Petzholdt, Alexander (1810–1889), deutscher Agrarwissenschaftler
- Petzholdt, Julius (1812–1891), deutscher Bibliothekar und Bibliograph
- Petzholtz, August Ernst (1801–1868), preußischer Hofbaumeister
- Petzholtz, Ernst (1839–1904), preußischer Hofbaumeister und Hofmaurermeister

### Petzi
- Petzi, Wilfried (* 1948), deutscher Künstler
- Petzina, Dietmar (* 1938), deutscher Ökonom und Historiker
- Petzinger, Johann Michael (1763–1833), hessen-darmstädtischer Soldaten- und Hofmaler sowie Ingenieur
- Petzinka, Karl-Heinz (* 1956), deutscher Architekt
- Petzinna, Berthold (* 1954), deutscher Historiker und ehemaliger Hochschulprofessor

### Petzk
- Petzke, Hermann (* 1907), deutscher Politiker (NSDAP), ehemaliger Bezirksbürgermeister von Berlin-Wilmersdorf
- Petzke, Ingo (* 1947), deutscher (Film-)Wissenschaftler und Filmemacher

### Petzl
- Petzl, Ferdinand (1819–1899), deutscher Veduten- und Porträtmaler
- Petzl, Georg (* 1941), deutscher Klassischer Philologe und Epigraphiker
- Petzl, Jakob (* 1985), deutscher Kontrabassist
- Petzl, Joseph (1803–1871), deutscher Maler
- Petzl, Joseph Ritter von (1764–1817), deutscher katholischer Geistlicher, Mineraloge und Naturforscher
- Petzl, Sabine (* 1965), österreichische Schauspielerin und Moderatorin

### Petzm
- Petzmayer, Johann (1803–1884), österreichischer Zithervirtuose

### Petzn
- Petznek, Elisabeth (1883–1963), Tochter von Kronprinz Rudolf; „Die rote Erzherzogin“Elisabeth Petznek (1883–1963)

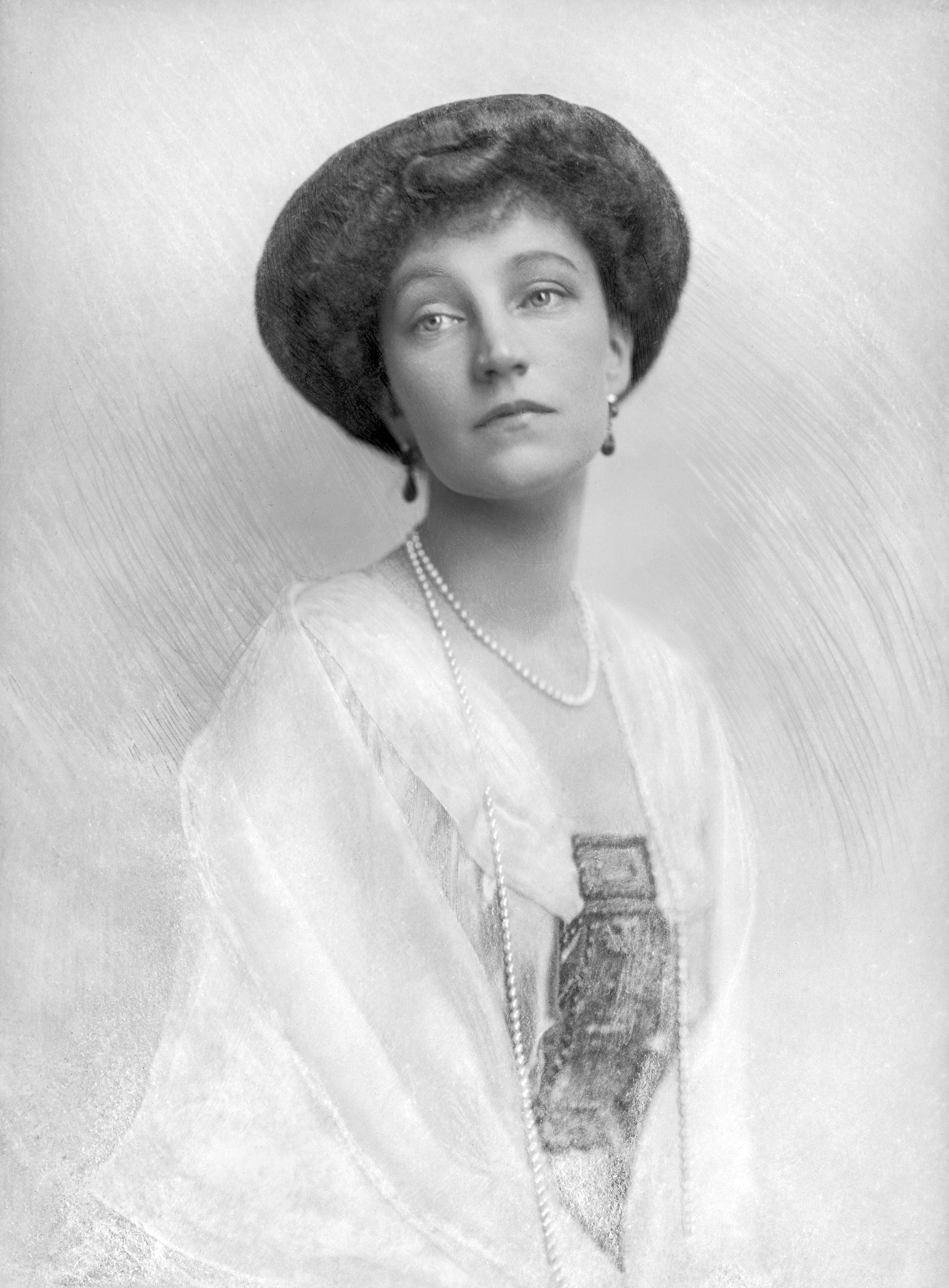
Elisabeth Petznek (1883–1963)

- Petznek, Leopold (1881–1956), Rechnungshofpräsident
- Petzner, Stefan (* 1981), österreichischer Autor und Politiker (BZÖ)

### Petzo
- Petzold, Alfons (1882–1923), österreichischer Schriftsteller
- Petzold, Andreas (* 1955), deutscher Journalist, Chefredakteur des Stern
- Petzold, Anja (* 1970), deutsche Moderatorin und Journalistin
- Petzold, Anton (* 2003), deutscher Schauspieler und Synchronsprecher
- Petzold, Armin (1923–2004), deutscher Chemiker und Hochschullehrer
- Petzold, Artur (1872–1947), deutscher Politiker (WP), MdR
- Petzold, Barbara (* 1955), deutsche Skilangläuferin, MdV (FDJ)
- Petzold, Brenda (* 1973), US-amerikanische Freestyle-Skisportlerin
- Petzold, Bruno (1873–1949), deutscher Schriftsteller und Journalist
- Petzold, Carl Eduard Adolph (1815–1891), deutscher Gartengestalter
- Petzold, Carl Friedrich (1675–1731), deutscher Schriftsteller und Pädagoge
- Petzold, Charles (* 1953), US-amerikanischer Programmierer und Autor
- Petzold, Christian (1677–1733), deutscher Organist und Komponist
- Petzold, Christian (* 1960), deutscher Filmregisseur und DrehbuchautorChristian Petzold (* 1960)

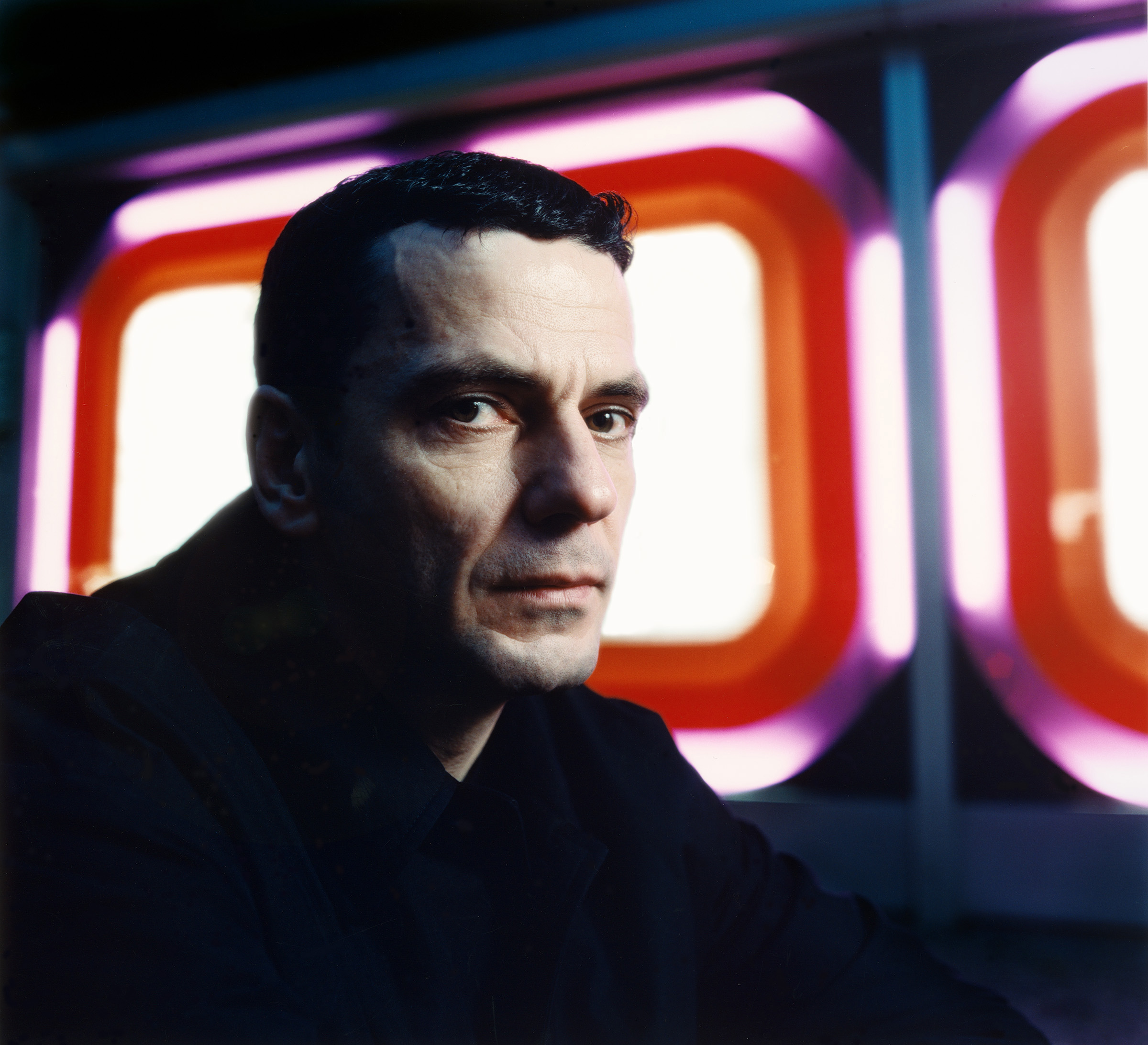
Christian Petzold (* 1960)

- Petzold, Christian Friedrich (1743–1788), deutscher Logiker und evangelischer Theologe
- Petzold, Dieter (* 1945), deutscher Anglist und Hochschullehrer
- Petzold, Dietlind (* 1941), deutsche Bildhauerin und Malerin
- Petzold, Dietrich (* 1954), deutscher Geiger, Komponist und Hörbuchregisseur
- Petzold, Eberhard (* 1944), deutscher Fotograf
- Petzold, Ernst (1930–2017), deutscher evangelisch-lutherischer Theologe, Pfarrer, Oberkirchenrat und Direktor des Diakonischen Werkes in der DDR
- Petzold, Frank, deutscher Spezialeffektkünstler
- Petzold, Frank (* 1951), deutscher Komponist, Dirigent und Jazz-Pianist
- Petzold, Georg Daniel (1725–1790), deutscher theologischer Schriftsteller
- Petzold, Gudrun (* 1952), deutsche Politikerin (DSU, AfD)
- Petzold, Gustav (* 1880), deutscher Maler, Zeichner, Grafiker und Illustrator sowie Exlibris-Künstler
- Petzold, Hanka (1862–1937), norwegisch-deutsche Musikpädagogin
- Petzold, Hans (* 1913), deutscher Mediziner und Hochschullehrer
- Petzold, Hans-Günter (1931–1982), deutscher Biologe und Politiker (CDU der DDR), MdV
- Petzold, Harald (* 1962), deutscher Politiker (PDS, Linke), MdL, MdB
- Petzold, Hartmut (* 1944), deutscher Ingenieur, Technikhistoriker und Museumskurator
- Petzold, Helmut (* 1914), deutscher Fußballtrainer
- Petzold, Hendrik (* 1961), deutscher Fernsehmoderator
- Petzold, Herbert (1910–1997), deutscher Pomologe und Autor von Fachbüchern
- Petzold, Herbert (* 1935), deutscher Rechtswissenschaftler
- Petzold, Hermann (1870–1927), deutscher Weber und Geschäftsführer von konsumgenossenschaftlichen Unternehmen
- Petzold, Hermann (* 1874), deutscher Gewerkschafter und Abgeordneter
- Petzold, Hilarion (* 1944), deutscher Gestalttherapeut, Psychologe und Hochschullehrer
- Petzold, Holger (* 1944), deutscher Schauspieler
- Petzold, Ingrid (* 1951), deutsche Politikerin (CDU), MdL
- Petzold, Joachim (1933–1999), deutscher Historiker
- Petzold, Johannes (1912–1985), deutscher Kirchenmusiker, Komponist und DozentJohannes Petzold (1912–1985)

Johannes Petzold (1912–1985)

- Petzold, Jörg (* 1976), deutscher Schauspieler und Synchronsprecher
- Petzold, Jürgen (* 1953), deutscher Politiker (CDU), MdL
- Petzold, Karl (1926–2006), deutscher Thermodynamiker und Hochschulprofessor
- Petzold, Karl Eugen (1813–1889), deutsch-schweizerischer Gesangslehrer, Organist, Pianist und Komponist
- Petzold, Karl Friedrich (1832–1893), deutscher Parlamentarier und Gutsbesitzer im Fürstentum Reuß älterer Linie
- Petzold, Karl-Ernst (1918–2003), deutscher Althistoriker
- Petzold, Katrin, deutsche Handballspielerin
- Petzold, Klaus, deutscher Handballspieler
- Petzold, Konrad (1930–1999), deutscher Filmregisseur
- Petzold, Kurt, deutscher Volksmusikant und Mundartdichter
- Petzold, Kurt (1936–2020), deutscher Politiker (SPD), Oberbürgermeister von Schweinfurt
- Petzold, Lars (* 1961), deutscher Fußballspieler
- Petzold, Linda (* 1954), US-amerikanische Informatikerin und Systembiologin
- Petzold, Luca (* 2001), deutscher Fußballtorwart
- Petzold, Maik (* 1978), deutscher Triathlet
- Petzold, Martin (1955–2023), deutscher Sänger (Tenor)
- Petzold, Matthias (* 1964), deutscher Jazzmusiker (Saxophon, Komposition)
- Petzold, Nelson Ivan (1931–2018), brasilianischer Architekt und Designer
- Petzold, Peter (* 1949), deutscher Gewichtheber
- Petzold, Robert (* 1989), deutscher Radsportler
- Petzold, Rudolf (1908–1991), britisch-deutscher Komponist
- Petzold, Sharon (* 1971), US-amerikanische Freestyle-Skisportlerin
- Petzold, Theodor (* 1913), deutscher SS-Offizier, Kommandant der SS-Führerschule „Haus Germanien“ in Hildesheim
- Petzold, Theodor Dierk (* 1948), deutscher Arzt und Buchautor
- Petzold, Ulrich (* 1951), deutscher Politiker (CDU), MdB
- Petzold, Ursel, deutsche Fußballspielerin
- Petzold, Volker (* 1951), deutscher Betriebswirt sowie Filmhistoriker und Publizist
- Petzold, Werner (1940–2023), deutscher Maler und Grafiker
- Petzold, Wilhelm (1898–1945), deutscher Politiker (NSDAP), MdR
- Petzold, Wilhelm Karl (1848–1897), deutscher Geograph und Botaniker
- Petzold, Willi (1914–1997), deutscher Fußballspieler
- Petzold, Willy (1885–1978), deutscher Plakatgestalter, Grafiker und ausgebildeter Glasmaler
- Petzold, Winfried (1943–2011), deutscher Politiker (NPD), MdL
- Petzold-Heinz, Irma (1913–1991), deutsche Schriftstellerin
- Petzold-Mähr, Bettina (* 1982), liechtensteinische Politikerin (FBP)
- Petzold-Schick, Cornelia (* 1964), deutsche Politikerin (Bündnis 90/Die Grünen)
- Petzoldt, Artur (1908–1972), deutscher Jurist, Präsident der Bundesbahndirektion Hamburg
- Petzoldt, Ernst (1831–1894), deutscher Jurist, Geheimerrat, Ministerial- und Abteilungsdirektor
- Petzoldt, Hans-Christian, deutscher Heilpädagoge
- Petzoldt, Joseph (1862–1929), deutscher Philosoph und Vertreter des Empiriokritizismus
- Petzoldt, Leander (1934–2024), deutscher Volkskundler
- Petzoldt, Martin (1946–2015), deutscher Theologe und Bachforscher
- Petzoldt, Matthias (* 1948), deutscher evangelischer Theologe
- Petzoldt, Richard (1907–1974), deutscher Musikwissenschaftler und Musikkritiker
- Petzow, Günter (1926–2024), deutscher Werkstoffwissenschaftler

### Petzs
- Petzsch, Hans (1910–1974), deutscher Zoologe
- Petzsch, Wilhelm (1892–1938), deutscher Prähistoriker
- Petzschmann, Alexandra (* 2005), deutsche Schauspielerin
- Petzschner, Philipp (* 1984), deutscher TennisspielerPhilipp Petzschner (* 1984)

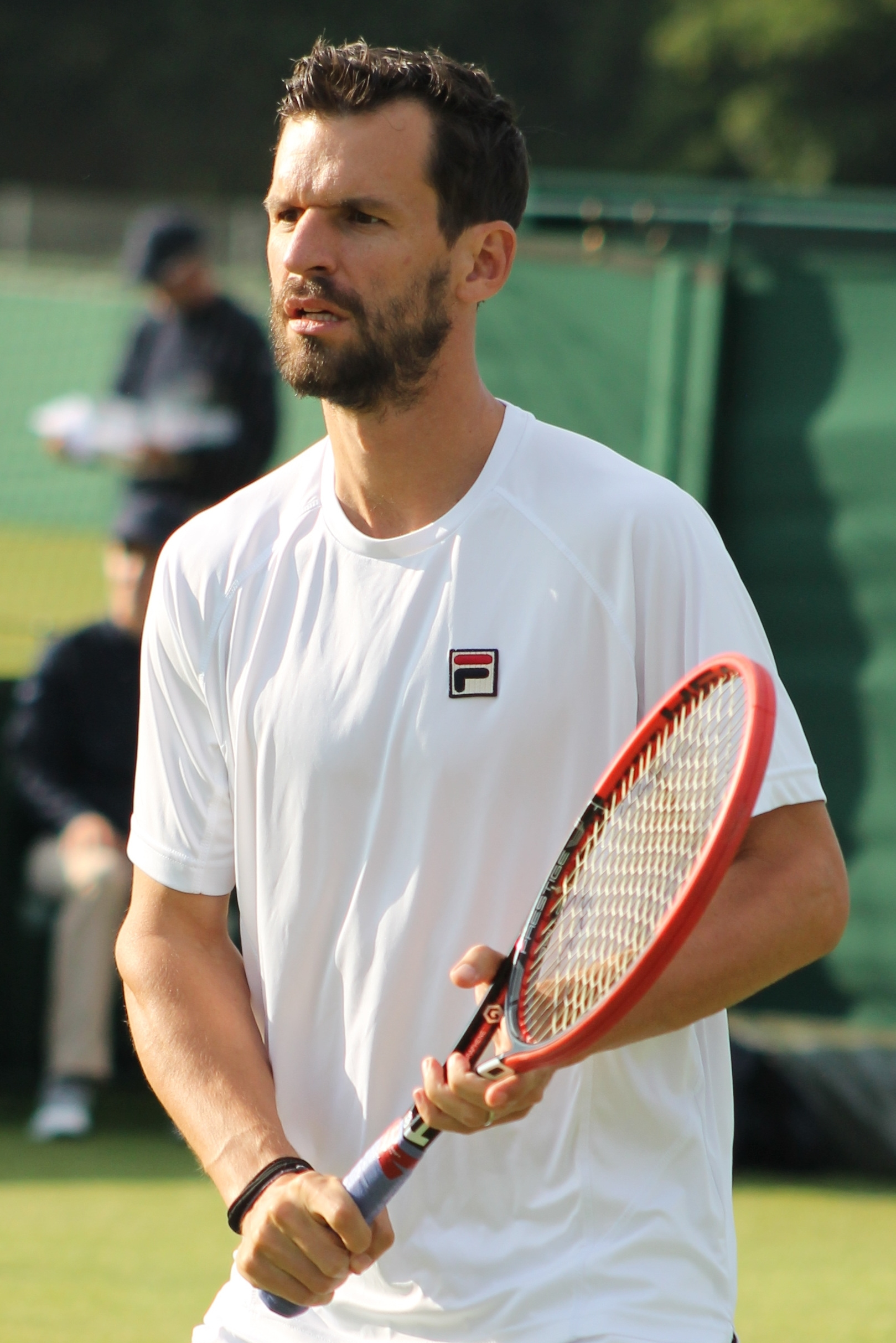
Philipp Petzschner (* 1984)

### Petzv
- Petzval, Josef Maximilian (1807–1891), slowakischer Mathematiker